# Bob Runciman
Robert William "Bob" Runciman (10 août 1942 - ) est un politicien canadien, ancien chef de l'opposition du gouvernement de l'Ontario. Il fut d'abord élu à l'Assemblée législative de l'Ontario en 1981. Il a siégé pour le Parti progressiste-conservateur de l'Ontario les 29 années suivantes. Il fut nommé au sénat canadien en tant que Conservateur le 29 janvier 2010.
Il vit à Brockville. 